# Karl Bror Jakob Forssell
Karl Bror Jakob Forssell (26. februar 1856 i Skara – 12. februar 1898) var en svensk botaniker og pædagog.
Forssell blev student 1875 og 1882 lic.phil. ved Upsala Universitet, 1883 dr. phil, hvorefter han udnævntes til docent i botanik. 1885 udnævntes han til lektor i naturhistorie og kemi ved Karlstads højere skole, hvilken stilling han indehavde til sin død. 1885—86 studerede han botanik i Wien og Berlin.
Han var specielt likenolog og har blandt andet om lavarterne udgivet to større ansete arbejder: Studier öfver Gephalodierna (1883) og Beiträge zur Kenntniss der Anatomie und Systematik der Gloeolichenen (1885). Efter sin ansættelse som lektor optrådte han væsentlig som lærebogsforfatter i naturhistorie; af hans lærebøger må nævnes: Inledning till Botaniken (1888, 3. oplag 1893); Lärobok i botanik (1890) og Kortfattad lärobok i botanik (1891).